# Benedikt Wagner

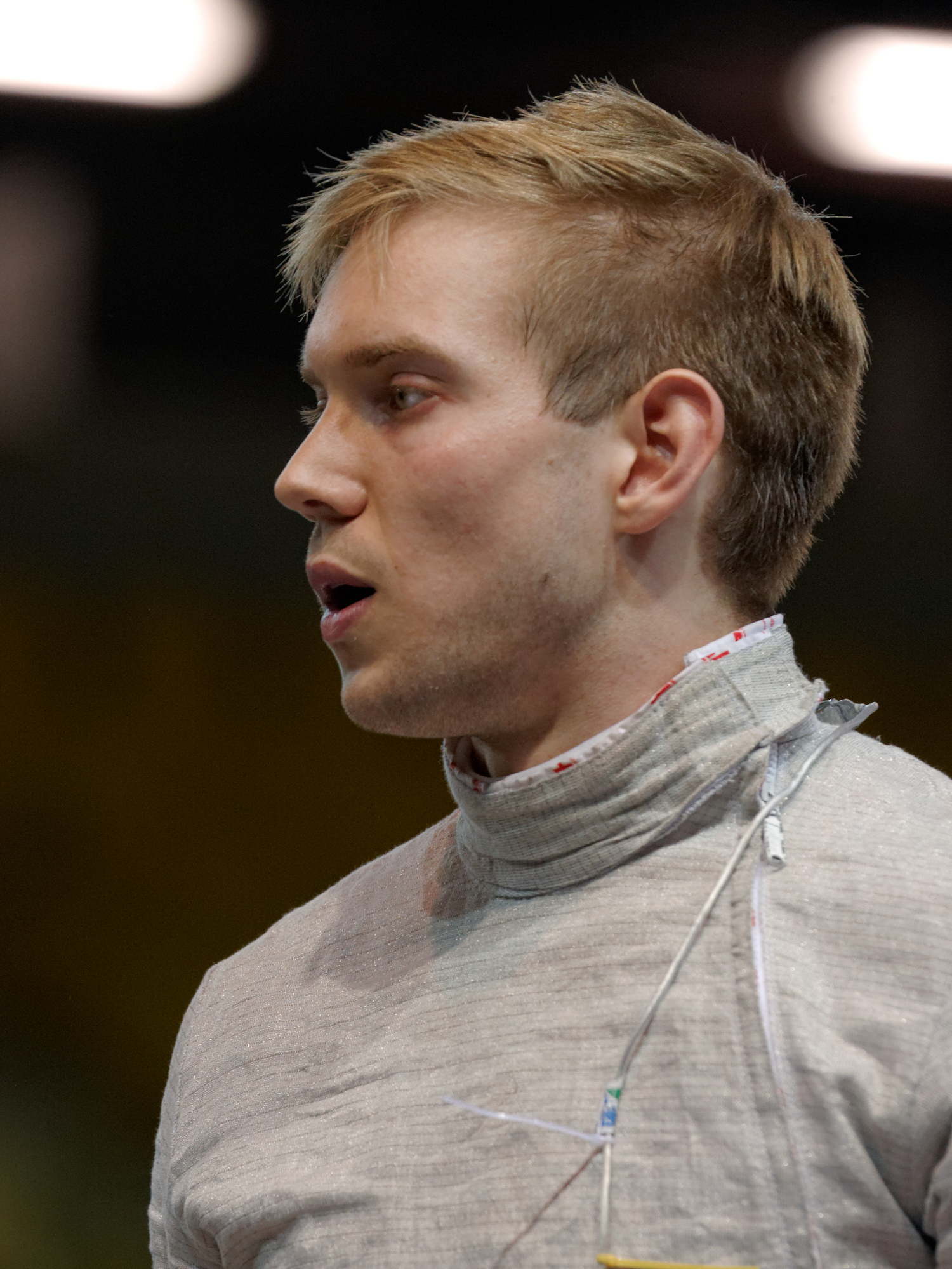
Wagner bei den Fechteuropameisterschaften 2014

Benedikt Peter Wagner (* 14. Juni 1990 in Bonn) ist ein deutscher Säbelfechter. Er ist Weltmeister, Europameister und fünffacher deutscher Meister.

## Leben
Wagner ficht für den TSV Bayer Dormagen, er ist Sportsoldat (Dienstgrad Unteroffizier) in der Sportfördergruppe der Bundeswehr in Köln.
Als Jugendlicher belegte er 2004 den zweiten Platz bei den deutschen B-Jugend-Meisterschaften, 2010 siegte er bei den deutschen Juniorenmeisterschaften. International siegte er mit der Mannschaft bei den Junioreneuropameisterschaften 2008 in Amsterdam und 2009 in Odense, 2010 siegte die deutsche Mannschaft bei den Juniorenweltmeisterschaften in Baku.
2009 trat Benedikt Wagner in der Erwachsenenklasse an, er erreichte bei den Deutschen Meisterschaften Silber mit der Säbelmannschaft.
2010 errang er bei den Europameisterschaften in Danzig Bronze im Einzel.
Bei den Europameisterschaften 2011 gewann er zusammen mit Nicolas Limbach, Max Hartung und Björn Hübner gegen das russische Team und erhielt Silber hinter der italienischen Equipe.
Bei den Weltmeisterschaften belegte die Mannschaft nach Niederlagen gegen Russland und Italien den vierten Platz.
2012 erreichte er mit der Mannschaft bei den Europameisterschaften in Legnano Bronze.
Er qualifizierte sich für die Olympischen Spiele 2012 in London, wo er im Einzelwettbewerb das Achtelfinale erreichte, dort jedoch gegen seinen Landsmann Nicolas Limbach mit 7:15 Treffern ausschied. Mit der Mannschaft erreichte er den fünften Platz.
2012 gewann er zusammen mit Benedikt Beisheim, Max Hartung und Matyas Szabo bei den deutschen Mannschaftsmeisterschaften und belegte in der Einzelwertung den zweiten Platz hinter Nicolas Limbach. 2013 gewann er bei den Deutschen Meisterschaften im Einzel und mit der Mannschaft, 2014 mit der Mannschaft.
Bei den Europameisterschaften 2014 in Straßburg holte er zusammen mit Max Hartung, Richard Hübers und Matyas Szabo Bronze. In Kasan wurde die Mannschaft mit Nicolas Limbach statt Richard Hübers Weltmeister.
2015 wurde er Mannschaftseuropameister und gewann bei den Weltmeisterschaften in Moskau Bronze mit der Mannschaft. 2016 wurde er Einzeleuropameister und gewann bei den Deutschen Fechtmeisterschaften 2016 mit der Mannschaft. 2019 wurde er mit der Mannschaft erneut Europameister.